# 新海研二號
新海研二號為國立台灣海洋大學的海洋調查研究船，由該校研究發展處研究船船務中心管理及營運。該研究船由中華民國科技部委託台灣國際造船於基隆廠建造，用於汰換海研二號。

## 人員
本硏究船人員含船員13人，探測人員3人及船務人員3人，合計19人。除船務人員在岸處理船務外，餘13人均隨船服務， 採24小時輪班作業。可搭乘13位船員及12位硏究人員。

## 設備
- 電子海圖(ECDIS)結合GPS導航系統
- ADCP 流速剖面儀
- EA-640科學魚探儀
- CTD溫鹽深度儀
- Rosette.採水器
- Multi-Beam Echo Sounder（EM712）多頻道探測系統
- 水下定位系統USBL
- 底質剖面儀Edgetech 3300
- 船底運動感測器
- HIPAP
- 絞機設備
  - 起重機9.0噸
  - 右舷液壓A型吊架
  - 船尾液壓A型吊架
  - 深海重絞機 (10,000公斤)
  - 海況儀絞機 (2,000公斤)
  - 可攜式絞機 (2,000公斤)

## 外部連結
- 國立臺灣海洋大學研究船船務中心 （页面存档备份，存于）
- 新海研2號貴重儀器使用中心 （页面存档备份，存于）